# Renato Alves Gomides
Renato Alves Gomides (Goias, 12. svibnja 1984.) je brazilski nogometaš.

## Karijera
Renato je svoju karijeru započeo u rodnom Brazilu, u Veranópolisu. 2005. dolazi u bh. premijerligaša NK Široki Brijeg. Na Pecari se zadržava tek jednu sezonu, te odlazi u NK Imotski. Poslije Imotskog igra u Interu iz Zaprešića i Hrvatskom dragovoljcu, te se vraća u Imotski. U ljeto 2009. NK Široki Brijeg ga odlučuje vratiti u svoje redove. 